# 巴格沙
巴格沙是伊朗的城市，位於該國西部札格羅斯山脈西部，由伊拉姆省負責管轄，距離首府伊拉姆市25公里，海拔高度1,184米，2006年人口27,752，居民大多數是庫爾德人。

## 外部連結
- Map of Ilam also showing the location of Eyvan